# Obsessed (canción de Olivia Rodrigo)
«Obsessed» (estilizado en mayúsculas) es una canción de la cantautora estadounidense Olivia Rodrigo, incluida en Guts (spilled), la edición especial de su álbum, Guts (2023). Rodrigo, St. Vincent y su productor Dan Nigro escribieron la letra. Geffen Records la lanzó como sencillo el 22 de marzo de 2024. Musicalmente, es un tema de pop rock y dance rock con influencias de pop punk, punk y grunge. Su letra explora los celos y la obsesión de Rodrigo por la exnovia de su pareja.
Los críticos musicales destacaron su sonido «atrevido», su naturaleza animada y sus letras, comparándolo con los trabajos anteriores de Rodrigo. En los Estados Unidos, debutó en el puesto 14 del Billboard Hot 100 y alcanzó el top 20 en Australia, Canadá, Irlanda y el Reino Unido. Además, se convirtió en su séptima pista que ingresó al top 10 de la lista Mainstream Top 40 y la novena en el ranking Hot Rock & Alternative Songs.
Mitch Ryan dirigió su video musical, donde la cantante enfrenta a las exnovias de su pareja en un concurso de belleza mientras interpreta la canción en una sala contigua. Rodrigo incluyó el tema en su gira de 2024, Guts World Tour, y lo presentó con giros en el escenario y un solo de guitarra. Los críticos compararon sus actuaciones con las de artistas de rock clásicos. Además, el tema alcanzó gran popularidad en la plataforma de videos TikTok.

## Antecedentes y lanzamiento

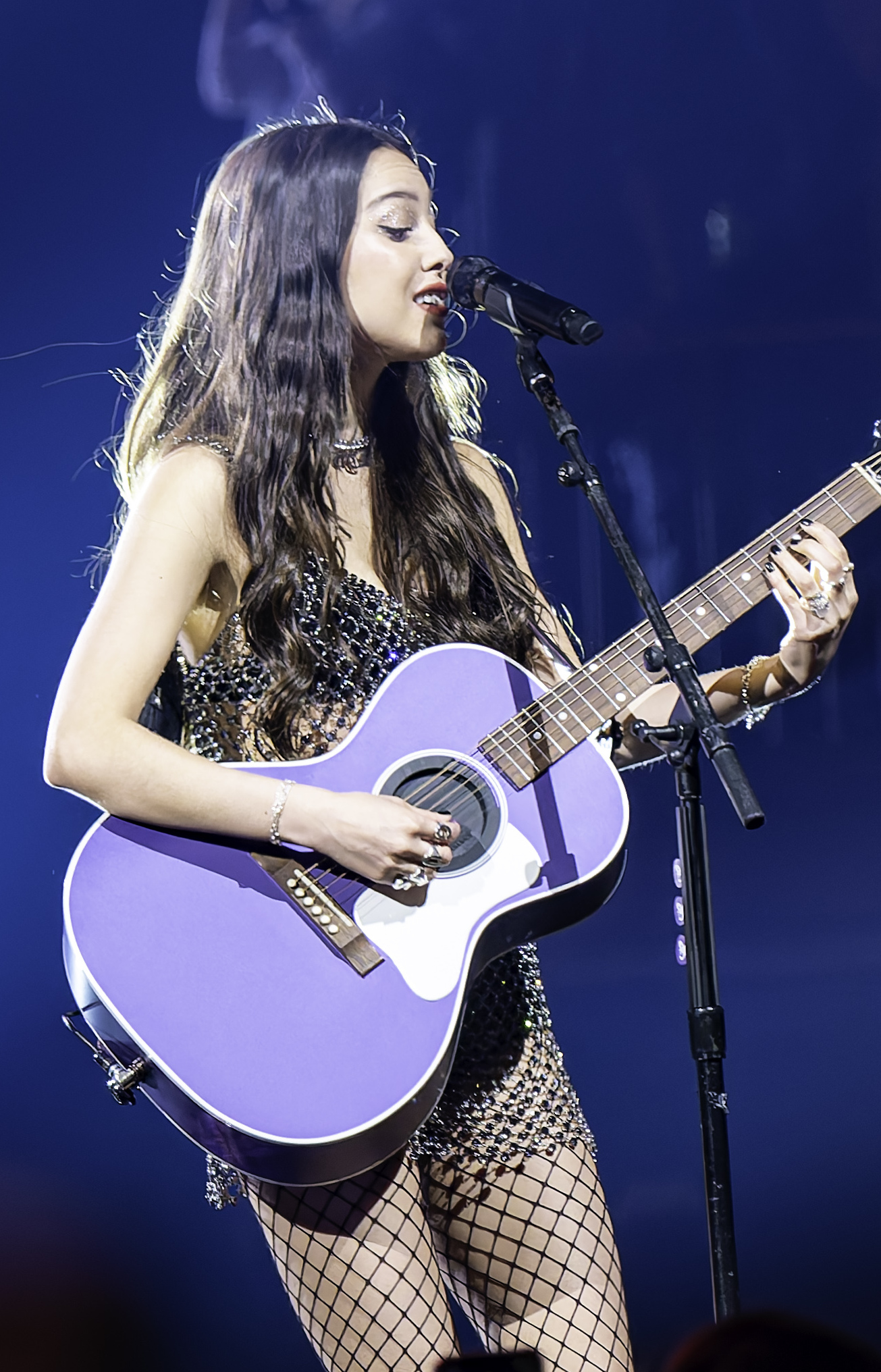
Rodrigo en la gira Guts World Tour, mayo de 2024.

Rodrigo concibió su segundo álbum de estudio a los 19 años, mientras experimentaba «confusión, errores y el clásico malestar adolescente». Nigro produjo todas las pistas del álbum. Juntos escribieron más de cien canciones, de las cuales ella seleccionó aquellas con una mayor orientación hacia el rock, ya que generaban una respuesta más intensa de su audiencia en los conciertos. De las 25 canciones grabadas, incluyó doce en la edición estándar de Guts. Decidió dejar fuera algunas para evitar la repetición en la lista, pero expresó su intención de lanzarlas en el futuro. Una de esas fue «Obsessed», que había grabado en 2021 tras escribirla junto a Nigro y Vincent, a quienes describió como sus «mentores» durante el proceso de creación del disco.
Dos días antes del lanzamiento del álbum, Rodrigo publicó un infomercial paródico en el que revelaba los nombres de cuatro temas adicionales, entre ellos «Obsessed». Las incluyó como pistas ocultas en distintas versiones en vinilo, y dicha canción apareció en las ediciones de color negro y rojo.  El 24 de noviembre de 2023, Third Man Records lanzó las cuatro canciones en un vinilo de edición limitada titulado Guts: The Secret Tracks, para conmemorar el Record Store Day.
Rodrigo eligió «Obsessed» como la única pista oculta en el repertorio de la gira Guts World Tour, y alcanzó gran popularidad en la plataforma de videos TikTok. En marzo de 2024, el mensaje del contestador automático de la línea de atención para fanáticos de Rodrigo reprodujo un fragmento de la canción, y poco después se anunció como sencillo junto con la edición especial del álbum, Guts (Spilled). Ella comentó que disfrutó interpretarlo durante la gira y que siempre lo consideró uno de sus favoritos. Geffen Records lo promocionó en la radio de éxitos contemporáneos en Estados Unidos el 22 de marzo.

## Composición
«Obsessed» dura dos minutos y cincuenta segundos. Nigro produjo la pista, manejó la producción vocal y trabajó en la ingeniería de sonido junto a Dave Schiffman y Ryan Linvill. Tocó la guitarra, el bajo, el sintetizador y programó la batería. St. Vincent tocó la guitarra y Garret Ray la batería. Spike Stent mezcló la canción en los estudios SLS de Londres y Randy Merrill realizó la masterización. Grabaron en los estudios Amusement de Los Ángeles en 2021.
Musicalmente, es una canción de rock, pop rock y dance rock, con influencias de pop punk, punk rock y grunge. Comienza con Rodrigo que armoniza la línea «Da-da-da-da-da-da-da» y luego grita con más fuerza. Más adelante, aparecen un bajo eléctrico, baterías, guitarras y voces distorsionadas. El tono de sus versos es ligero, pero en el estribillo se intensifica, lo que según Gabriel Saulog, de Billboard Philippines, se vuelve «frenético». Eddino Abdul Hadi, de The Straits Times, la comparó con bandas de rock alternativo de antaño, mientras que Aadya Dusad, del Young Post, la asoció con el sonido de Avril Lavigne.
Su letra trata sobre los celos de Rodrigo y su obsesiva preocupación por la exnovia de su pareja. El concepto se desarrolla a través de una narrativa sáfica, de manera similar a la canción «Lacy» de la edición estándar del álbum. Ella admite dedicar demasiado tiempo a pensar en la ex de su pareja, observar sus fotos y buscar detalles personales como su signo zodiacal y su grupo sanguíneo. En el estribillo, se pregunta si esa chica ha dormido en la cama de su pareja y le advierte sea precavido, ya que recuerda todo lo que él le ha contado sobre ella. En el puente, le pregunta sobre su comportamiento sexual, y si era cosmopolita y «conocedora».

## Recepción

### Desempeño comercial
«Obsessed» debutó en el puesto 14 del Billboard Hot 100 de Estados Unidos en la edición del 6 de abril de 2024.  Se convirtió en la séptima canción de Rodrigo en alcanzar el top 10 en la lista Mainstream Top 40, situándose en el puesto 10, así como la novena en llegar una posición destacada en la lista Hot Rock & Alternative Songs, alcanzando el número dos. En Canadá, debutó en el puesto 20 del Canadian Hot 100 en la misma fecha, y en Reino Unido, en la posición 10 del UK Singles Chart, convirtiéndose en su octavo sencillo en entrar en el top 10.
En Australia, debutó en el puesto 16 y en el Billboard Global 200 alcanzó el 17. En Nueva Zelanda, llegó al número 26, al igual que al 12 en Irlanda, al 20 en la lista Hot Overseas en Japón, al 43 en Grecia, al 54 en Portugal, al 59 en Suecia, al 73 en Austria y los Países Bajos, y al 92 en Polonia.

### Comentarios de la crítica
«Obsessed» recibió críticas generalmente positivas, y algunas destacaron su carácter enérgico. Chris Willman, de Variety, opinó que, al igual que otras canciones de Guts: The Secret Tracks, que calificó como «de al menos un B+», merecía haber sido incluida en la edición principal del disco. Tanto él como George Griffiths, de Official Charts Company, la describieron como un «éxito»; Willman consideró que encajaba con las canciones más «animadas» del álbum, y Griffiths agregó que era un «éxito» al estilo de «I Kissed a Girl» (2008) de Katy Perry  y Sucker (2014) de Charli XCX. Notion, una revista británica de música y moda, la encontró «pegadiza», mientras que Lexi Lane, de Uproxx, la consideró un punto destacado y la incluyó en el resumen semanal del sitio, Best New Pop Music.
Algunos críticos consideraron que la canción logró un sonido más agresivo en comparación con los trabajos anteriores de Rodrigo. Andrew Unterberger, quien la incluyó en el puesto 25 de la lista de las mejores canciones de 2024 de Billboard hasta junio, afirmó que era su canción «más deliciosamente frenética» y «el éxito menos probable para la radio», aunque expresó dudas sobre si su producción había perjudicado o favorecido su desempeño comercial. Steffanee Wang, de Nylon, escribió que «podría ser lo más atrevido que hemos escuchado de Rodrigo», y sugirió que debería seguir esa dirección en sus futuros trabajos. Por su parte, Andrew Pulver, de The Guardian, consideró que «nunca antes había sonado más mordaz o sarcástica».Hadi describió su interpretación como «cada vez más frenética» y señaló que estaba «perfectamente complementada» por el «gancho cautivador» del estribillo.
Varias reseñas comentaron sobre la letra. Hadi consideró que captura con precisión el drama adolescente, mientras que Dusad afirmó que canaliza «esa loca voz interior que muchos adolescentes pasan tiempo tratando de aplastar». Además, señaló que la canción «sería ideal para interpretaciones en bares de karaoke», y destacó dos de sus líneas: «I'm staring at her like I wanna get hurt» —en español: «La miro como si quisiera salir lastimada»— y «I'm so obsessed with your ex» —«Estoy tan obsesionada con tu ex»—.

## Video musical
El video musical fue dirigido por Mitch Ryan. El 20 de marzo de 2024, Rodrigo subió un adelanto del video, en el que entra a un salón lleno de las exnovias de su pareja, todas vestidas con trajes blancos. Cada una lleva un parche con diferentes superlativos como «Miss Su ‘Amiga Más Cercana’», «Miss Hace 2 Veranos» y «Miss La Favorita de Mamá», mientras que el de Rodrigo dice: «Miss Ahora Mismo». Su estilista, Clayton Hawkins, le arregló el cabello con un flequillo estilo pixie desaliñado, acompañado de ondas suaves y dos trenzas largas, inspiradas en los peinados de la década de 1970. Llevó un vestido gótico negro de hombros descubiertos con un sobrepuesto, junto con zapatos Lotti Mary Jane de Steve Madden y calcetas. El video fue publicado dos días después.
En él, Rodrigo entra en el salón de un hotel y se encuentra con las exnovias de su pareja, y una de ellas le sopla humo en la cara. Las mujeres participan en un concurso de belleza llamado Exes Gala, que se convierte en una entrega de premios, donde Rodrigo les otorga trofeos con títulos como «La Vida de Todas las Malditas Fiestas», «Buena con los Niños» e «Incluso Habla Bien de Mí». Durante gran parte del videoclip, mantiene una expresión facial impasible, lo que según Saulog, simboliza su «envidia hacia las exnovias». En otras escenas, interpreta la canción en una sala contigua, acompañada de una banda vestida con esmoquin, y canta el puente rodeada por algunas de ellas. El video concluye con ella limpiando el lugar después de que todos se han ido.
Saulog interpretó esto como una representación del caos en la mente de Rodrigo, describiéndolo como «una fiesta casi llena de ira en su cabeza». Tomás Mier, de Rolling Stone, lo describió como un «sueño febril», mientras que Rania Aniftos, de Billboard, consideró que el concepto complementa «a la perfección» las letras sobre la envidia. Fue nominado a «Mejor video pop internacional» en los UK Music Video Awards y a «Mejor cinematografía» en los MTV Video Music Awards en 2024.

## Interpretaciones en directo

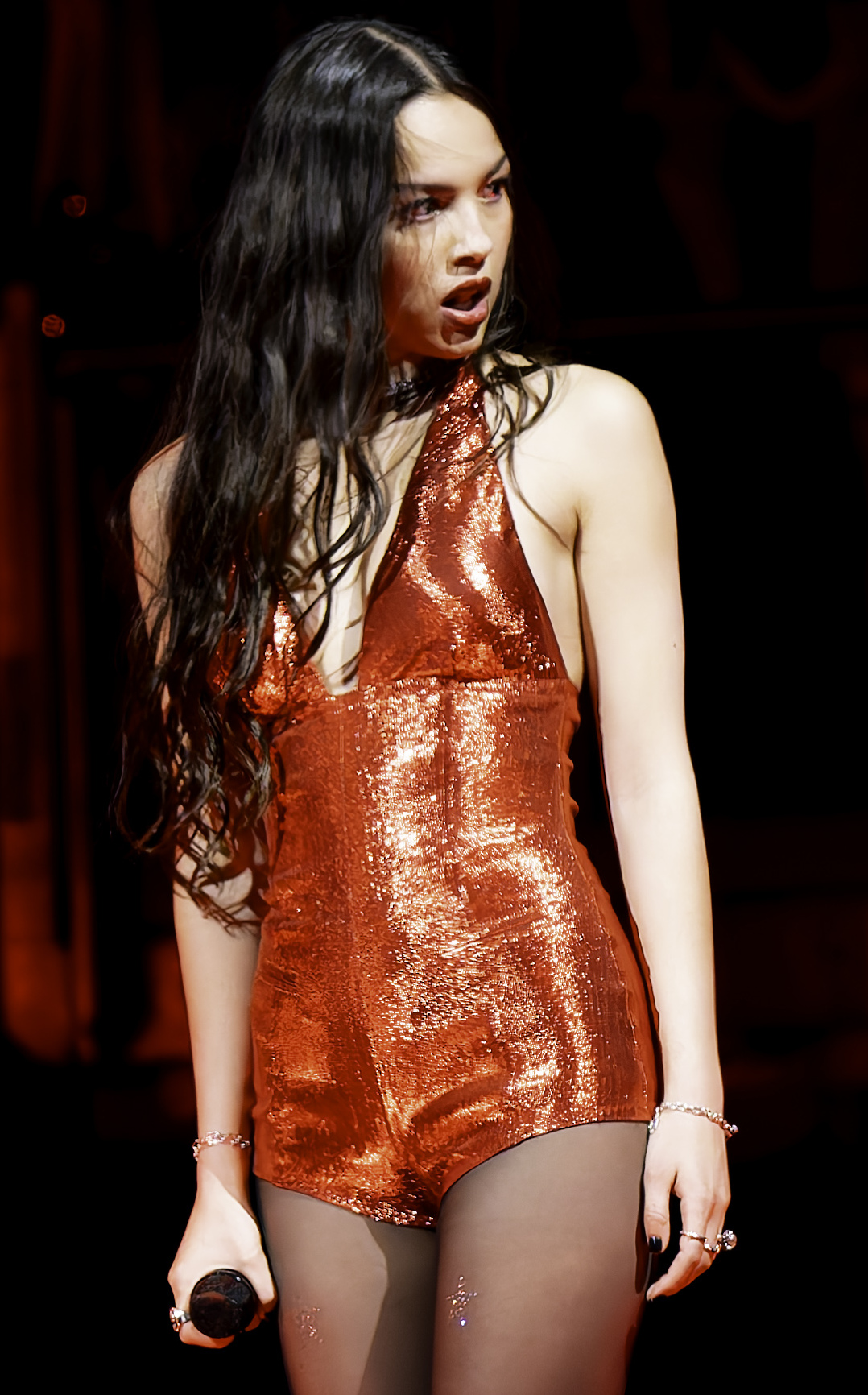
Rodrigo interpretando la canción durante la gira, vistiendo un distintivo bodysuit rojo.

«Obsessed» formó parte del repertorio de la gira musical Guts World Tour junto a «Brutal» (2021), «All-American Bitch» (2023), «Good 4 U» (2021) y «Get Him Back!» (2023). Selena Fragassi, de Chicago Sun-Times, comparó el conjunto con el estilo de los artistas de rock de la década de 1990 como Alanis Morissette y Gwen Stefani. Rodrigo interpretó «Obsessed» con un bodysuit rojo giró sobre el escenario y una cámara la captó desde abajo. Una banda de siete músicos la acompañó, y ella tomó una baqueta para lanzarla al público. Cerró la actuación con un solo de guitarra y utilizó un modelo signature dorado de St. Vincent de Music Man.
Los fanáticos y la crítica elogiaron la presentación en directo, describiéndola como uno de los momentos más destacados. Mier afirmó que la interpretaron «como si fuera un sencillo», Kevin C. Johnson, de St. Louis Post-Dispatch, la calificó como «el momento más badass», mientras que Melissa Ruggieri, de USA Today, elogió el uso de los efectos de cámara. Los críticos destacaron influencias de varios géneros en la interpretación. Michael Rietmulder, del The Seattle Times, notó influencias del grunge, y Sarah John, de Nylon, opinó que encapsulaba las sensibilidades del pop punk y riot grrrl que se demostraron a lo largo del espectáculo.Stuart Derdeyn, del Vancouver Sun, comparó la energía de la actuación con bandas como Elastica y Hole y afirmó que Rodrigo se consolida como una intérprete de rock convincente.Por su parte, Ed Masley, de USA Today, aseguró que el concierto «aprovechó al máximo» la «gama estilística» del punk y del rock alternativo post-Nirvana de los años 1990.

## Créditos y personal
Créditos adaptados de las notas del álbum Guts (Spilled).
- Olivia Rodrigo — voz, coros, composición
- Dan Nigro — producción, composición, ingeniería, guitarras, bajo, sintetizador, programación de batería, coros
- St. Vincent — composición, guitarras, coros
- Garret Ray — baterías
- Dave Schiffman — ingeniería
- Ryan Linvill — ingeniería
- Chappell Roan — coros
- Randy Merrill — masterización
- Spike Stent — mezcla

## Posicionamiento en listas

### Semanales
| Listas (2024)                                 | Mejor posición |
| --------------------------------------------- | -------------- |
| Australia (ARIA)                              | 16             |
| Austria (Ö3 Austria Top 40)                   | 73             |
| Canadá (Canadian Hot 100)                     | 20             |
| Canadá (CHR/Top 40)                           | 15             |
| Canadá (Hot AC)                               | 24             |
| Global 200 (Billboard)                        | 17             |
| Grecia Internacional (IFPI)                   | 43             |
| Irlanda (IRMA)                                | 12             |
| Japón Hot Overseas (Billboard Japan)          | 20             |
| Países Bajos (Mega Single Top 100)            | 73             |
| Nueva Zelanda (Recorded Music NZ)             | 26             |
| Polonia (Polish Streaming Top 100)            | 92             |
| Portugal (AFP)                                | 54             |
| Suecia (Sverigetopplistan)                    | 59             |
| Reino Unido (UK Singles Chart)                | 10             |
| Estados Unidos (Billboard Hot 100)            | 14             |
| Estados Unidos (Adult Top 40)                 | 11             |
| Estados Unidos (Hot Rock & Alternative Songs) | 2              |
| Estados Unidos (Mainstream Top 40)            | 10             |

## Certificaciones
| País        | Organismo certificador | Certificación | Ventas certificadas | Ref.   |
| ----------- | ---------------------- | ------------- | ------------------- | ------ |
| Australia   | ARIA                   | Oro           | 70 000              | [ 90 ] |
| Reino Unido | BPI                    | Platino       | 200 000             | [ 91 ] |